# Tom Reamy
Œuvres principales
- San Diego Lightfoot Sue

Tom Reamy, né le 23 janvier 1935 à Woodson au Texas et mort le 4 novembre 1977  à Independence dans le Missouri, est un écrivain américain de science-fiction.

## Œuvres

### Roman
- (en) Blind Voices, Berkley/Putnam, 1978

### Recueil de nouvelles
- (en) San Diego Lightfoot Sue and Other Stories, EarthLight Publishers, 1979

### Nouvelles traduites en français
- Twilla, 1980 ((en) Twilla, 1974)Parue dans la revue Fiction no 313 aux éditions OPTA
- San Diego Lighfoot Sue, 1984 ((en) San Diego Lightfoot Sue, 1975)Parue dans la revue Fiction no 352 aux éditions OPTA - Prix Nebula de la meilleure nouvelle longue 1975
- Le Petit Detweiler, 1977 ((en) The Detweiler boy, 1977)Parue dans la revue Fiction no 282 aux éditions OPTA
- Les Insectes dans l'ambre, 1978 ((en) Insects in amber, 1978)Parue dans la revue Fiction no 295 aux éditions OPTA

## Récompenses
- Prix Nebula de la meilleure nouvelle longue 1975 pour San Diego Lightfoot Sue.
- Prix Astounding du meilleur nouvel écrivain 1976.